# Alter Jüdischer Friedhof (Česká Lípa)

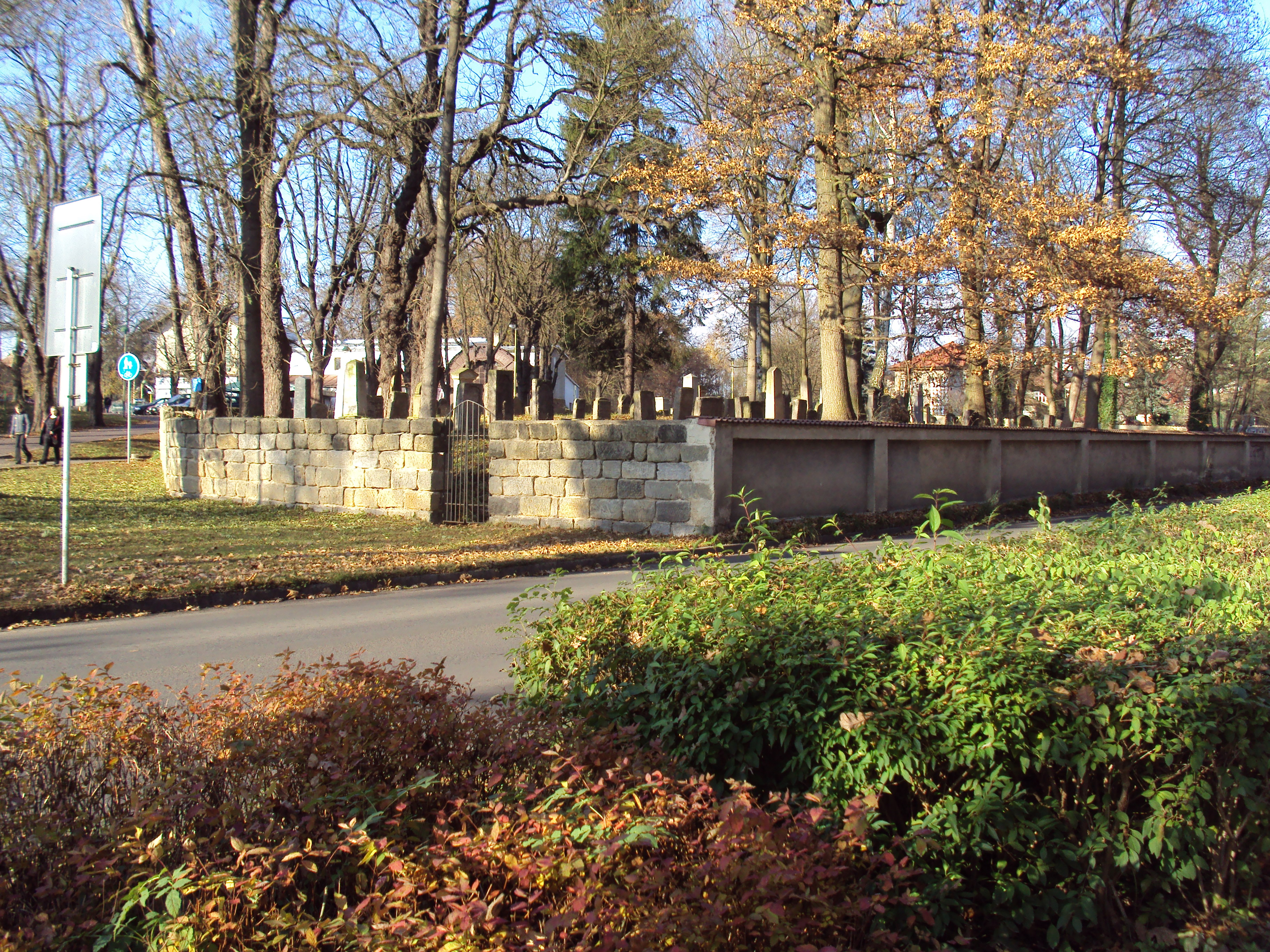
Der Alte Jüdische Friedhof

Der Alte Jüdische Friedhof in Česká Lípa (deutsch: Böhmisch Leipa) in Tschechien ist einer von zwei jüdischen Friedhöfen in der Stadt: der Neue Jüdischer Friedhof, der 1905 den alten ersetzen sollte, wurde 1983 liquidiert.

## Geschichte
Der alte jüdischer Friedhof wurde um 1479 gegründet. 1758 wurde er erweitert und bis 1905 benutzt, als in diesem Jahr der Neue Jüdische Friedhof angelegt wurde. Während des Zweiten Weltkriegs wurde der Alte jüdische Friedhof durch die Nationalsozialisten zerstört, ein Teil der Grabsteine wurde zu diversen Bauarbeiten verwendet. Heute findet man eta 140 übriggebliebene Grabsteine, die ältesten aus dem Jahr 1682.
Besonders auffällig ist ein Grabstein, der wie ein schwarzer Spitzpfeiler aussieht und die Ruhestätte eines Rabbiners und 31 weiterer jüdischen Opfer eines Pogroms von 1745 markiert.
In den Jahren 1994 bis 1999 wurde der Friedhof umfangreich rekonstruiert.